# Sakamoto Masataka
Masataka Sakamoto (sinh ngày 24 tháng 2 năm 1978) là một cầu thủ bóng đá người Nhật Bản.

## Sự nghiệp câu lạc bộ
Masataka Sakamoto đã từng chơi cho JEF United Chiba và Albirex Niigata.